# Монтерони
Монтерони (итал. Monteroni d'Arbia) је насеље у Италији у округу Сијена, региону Тоскана.
Према процени из 2011. у насељу је живело 4881 становника. Насеље се налази на надморској висини од 165 м.

## Становништво
Према резултатима пописа становништва 2011. у општини је живело 8.744 становника.
| 1931. | 1936. | 1951. | 1961. | 1971. | 1981. | 1991. | 2001. | 2011. |
| ----- | ----- | ----- | ----- | ----- | ----- | ----- | ----- | ----- |
| 5.245 | 5.467 | 5.593 | 4.931 | 4.756 | 5.625 | 6.493 | 7.170 | 8.744 |

## Партнерски градови
- Кре
- Bir Lehlou